# Rostás Tibor
Rostás Tibor (Nagykőrös, 1974) magyar művészettörténész, egyetemi adjunktus.

## Élete
Az ELTE BTK-n 1997-ben diplomázott, 2007-ben doktorált, Tóth Sándor tanítványa. Fő kutatási területe a XIII. század művészete, a gótikus építészet és annak közép-európai megjelenése. Ösztöndíjasként Észak-Itáliában, Krakkóban, Brünnben és különösen Bécsben működött.

## Munkássága
Dolgozott az Országos Műemlékvédelmi Hivatalban és a Magyar Nemzeti Galériában, jártas a műemlékvédelem és a muzeológia területén. A Magyar Nemzeti Galéria középkori kőtár kurátoraként kétnyelvű katalógust készített a Nemzeti Galéria gótikus kőfaragványairól, amely kiadásra vár. 2014-ben kezdeményezésére készült kiállítás Zrínyi Miklós halálának 350. évfordulójára, az ehhez kapcsolódó tanulmánykötet (Zrínyi Miklós 1620–1664. – Költő, hadvezér, államférfi) szerkesztője. 2015 óta oktat a Pécsi Tudományegyetem Művészeti Karán, ahol az ókori Egyiptomtól a XX. század közepéig az egyetemes és a magyar művészettörténet teljességét tanítja. Magyarul és németül publikál itthon és külföldön, szerkeszt. Könyve („Magyarország földjére küldtek”. Villard de Honnecourt és az érett gótika megjelenése Közép-Európában) magyarul és németül egyaránt megjelent. 

## Monográfiák, tanulmánykötetek, katalógusok
- "Magyarország földjére küldtek": Villard de Honnecourt és az érett gótika megjelenése Közép-Európában - A klosterneuburgi Capella Speciosa és Pannonhalma francia kapcsolatai, Budapest, Magánkiadás, 2014.
- Mario Schwarz – Rostás, Tibor: Die Capella Speciosa in Klosterneuburg. 2. Teil: Vergleichende Studien zur Pfalzkapelle Herzog Leopolds VI. von Österreich, Wien, Verlag der Österreichischen Akademie der Wissenschaften, 2021.

## Szerkesztett kötetek
- Rostás Tibor – Simon Anna (szerk.): Tanulmányok Tóth Sándor 60. születésnapjára, Budapest, ELTE BTK Hallgatói Önkormányzat, 2000.
- Tóth Sándor: A Hont-Pázmány nemzetség premontrei monostorai, Kecskemét, BT-Press Könyv- és Lapkiadó, 2008.
- Kollár Tibor – Bardoly István – Lővei Pál – Rostás Tibor (szerk.): Építészet a középkori Dél-Magyarországon, Budapest, Teleki László Alapítvány, 2010.
- Költő, hadvezér, államférfi: Zrínyi Miklós (1620–1664), Budapest, Magyar Nemzeti Galéria, 2014.

## MTMT-publikációk
Magyar Tudományos Művek Tára – Rostás Tibor adatlapja